# Рейхскомиссариат
Рейхскомиссариат — оккупированная нацистской Германией территория, управлявшиеся полномочным представителем её правительства (рейхскомиссаром). В отличие от рейхсгау рейхскомиссариаты не являлись непосредственной частью нацистской Германии и их статус колебался от «поднадзорного свободного» государства (по типу британского доминиона) до временного протектората.
Фактически созданные:
- Рейхскомиссариат Нидерланды (1940—1945, комиссар Артур Зейсс-Инкварт)
- Рейхскомиссариат Норвегия (1940—1945, комиссар Йозеф Тербовен, c 1945 — Франц Бёме)
- Рейхскомиссариат Украина[3] (1941—1944, комиссар Эрих Кох)
- Рейхскомиссариат Остланд[3] (1941—1945, комиссар Генрих Лозе, c 1944 — Эрих Кох)
- Рейхскомиссариат Бельгия и Северная Франция (1944, комиссар Йозеф Грое)

Планировавшиеся:
- Рейхскомиссариат Московия, комиссар Зигфрид Каше[3]
- Рейхскомиссариат Дон-Волга[3]
- Рейхскомиссариат Кавказ, комиссар Арно Шикеданц[3]
- Рейхскомиссариат Туркестан[3]
- Рейхскомиссариат Урал[3]

Рейхскомиссариаты делились на генеральные округа (нем. Generalbezirk), которые в свою очередь делились на главные районы (гауптгебиты, нем. Hauptgebiet), а те — на окружные районы (крайсгебиты, нем. Kreisgebiet).